# Ньякитонто
Ньякитонто (суахили и англ. Nyakitonto) — небольшой город и община (ward / shehia) на северо-западе Танзании, на территории области Кигома. Входит в состав округа Касулу.

## Географическое положение
Город находится в центральной части области, вблизи границы с Бурунди, на высоте 1376 метров над уровнем моря.
Ньякитонто расположен на расстоянии приблизительно 80 километров к северо-востоку от города Кигома, административного центра провинции и на расстоянии приблизительно 1022 километров к западу-северо-западу (WNW) от столицы страны Дар-эс-Салама.

## Население
По данным официальной переписи 2012 года численность населения Ньякитонто составляла 19 486 человек, из которых мужчины составляли 49 %, женщины — соответственно 51 %.

## Транспорт
Через город проходит автомагистраль B8. Ближайший аэропорт расположен в городе Увинза.